# ウィレム1世 (ホラント伯)

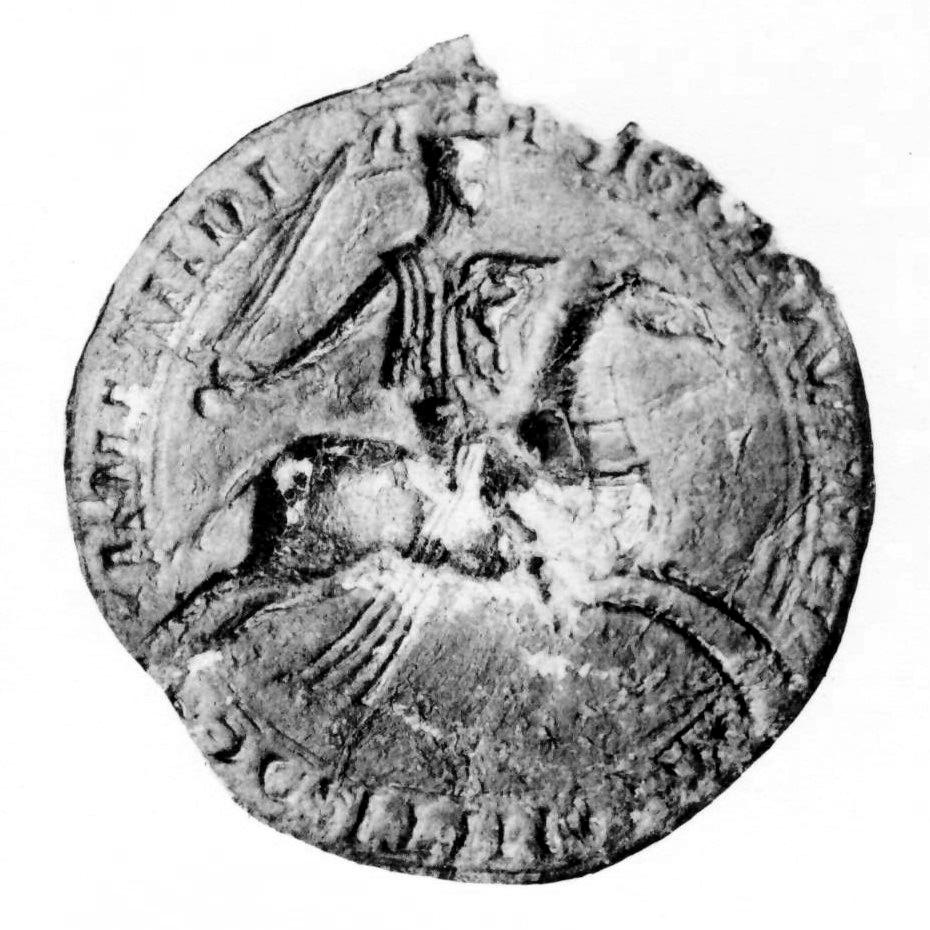
ウィレム1世のシール

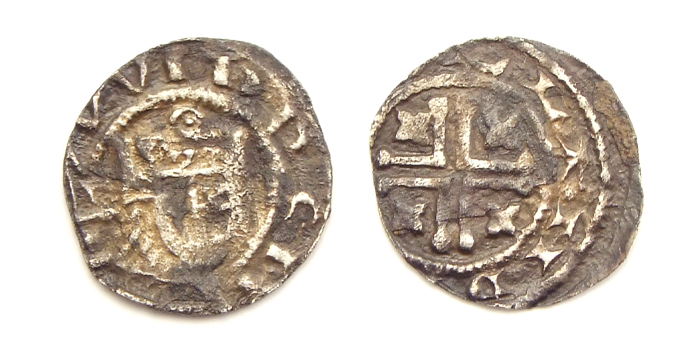
ウィレム1世の肖像が刻まれたコイン

ウィレム1世（オランダ語：Willem I, 1167年ごろ - 1222年2月4日）は、ホラント伯（在位：1203年 - 1222年）。ホラント伯フロリス3世とエイダ・オブ・ハンティンドンの息子。

## 生涯
ウィレム1世はデン・ハーグで生まれたが、スコットランドで育った。神聖ローマ皇帝フリードリヒ1世のもと、父フロリス3世および叔父オットーとともに第3回十字軍に参加した。兄ディルク7世に対し反乱を起こし、和解の後にフリースラント伯となった。フリースラントはホラント伯領の一部と見なされていた。姪のアダは1203年にホラント伯領を相続したが、ウィレムはこれを認めることを拒否した。ローン戦争（1203年 - 1206年）として知られる継承戦争の後、ウィレムがホラント伯領を獲得した。アダとその夫ローン伯ルートヴィヒ2世は、リエージュ司教、ユトレヒト司教およびフランドル伯の支援を受けた。一方、ウィレムはブラバント公や大多数のホラント人に支持された。
皇帝オットー4世は、ウィレムがヴェルフ家の支持者であったため、1203年にホラント伯として認めた。ウィレムおよび他の多くの人々は、1214年のブーヴィーヌの戦いの後、フリードリヒ2世に寝返った。ウィレムはイングランド王ジョンに対するフランスの遠征に参加したが、教皇はウィレムを破門した。おそらくこのためにウィレムは十字軍に参加し、破門が解除された。また、ウィレムはプロイセン遠征を行った。ヨーロッパでは、ウィレムは戦いにおける騎士道的で向こう見ずな振る舞いから狂気伯ウィレムと呼ばれるようになった。エジプトに向かう途中、ウィレムはフリース人、ホラント人、フランドル人、およびライン人の十字軍の合同部隊を指揮し、ポルトガル人がムワッヒド朝からアルカセル・ド・サルの街を奪うのを支援した。ウィレムは第5回十字軍においてダミエッタの征服に貢献した。
12世紀末から13世紀にかけて、ホラントの様子は大きく変化した。多くの入植者が土地を購入し、沼地を干拓地に変えた。沼地のほとんどは売却され、ウィレムの治世中に灌漑が開始された。大規模なインフラ工事が行われた。グローテ・ヴァールトと呼ばれる島は周囲を堤防で囲まれ、ダムがスパールンダムに建設された。新しい行政機関であるいわゆる水管理委員会が創設され、洪水の脅威から干拓地を保護する任務を負った。ウィレムは1213年にヘールトライデンベルフに、1217年にドルトレヒトに、1220年にミデルブルフに、そしておそらくライデンにも都市権を与えた。 このようにして、ウィレムは貿易を活性化させた。

## 子女
ウィレム1世は2度結婚した。1197年にスタフォーレンにおいてゲルデルン伯オットー1世の娘アーデルハイトと結婚し、以下の子女をもうけた。
- アダ（1208年 - 1258年） - レインスブルフ女子修道院長（1239年 - 1258年）[4]
- フロリス4世（1210年 - 1234年） - ホラント伯
- ウィレム（1212年 - 1238年） - ホラント摂政（1234年 - 1238年）
- オットー（1214年 - 1249年） - ホラント摂政（1238年 - 1239年）、ユトレヒト司教
- リカルディス（1216年 - 1262年）

アーデルハイトはウィレムが十字軍で不在中の1218年2月12日に死去した。ウィレムは1220年に皇帝オットー4世の未亡人であったマリー・ド・ブラバンと再婚した。